# تسطح القرنية 1
تسطح القرنية 1 (بالإنجليزية: Cornea plana 1) ويُدعى اختصارًا CNA1، هو عيب خلقي وراثي نادر جدًا يحدث في سطح العين، مؤديًا إلى انخفاض شديد في انحناء القرنية.